# Антипартийная группа
Антипартийная группа Маленкова, Кагановича, Молотова и примкнувшего к ним Шепилова — политическое клише, официально использовавшееся в советской печати для обозначения группы из трёх высших партийных деятелей Коммунистической партии Советского Союза, попытавшихся в июне 1957 года сместить Н. С. Хрущёва с должности Первого секретаря Центрального комитета КПСС. Группу поддержали и другие члены партийного руководства, в частности, кандидат в члены Президиума ЦК Д. Т. Шепилов, высказавший личные претензии к Н. С. Хрущёву.

## История
18 июня 1957 года состоялось очередное заседание Президиума ЦК КПСС. К этому времени высшее руководство СССР уже было на грани раскола, Г. М. Маленков оценивал ситуацию так: «Если мы их не уберём сейчас, тогда они уберут нас».
По настоянию большинства председателем заседания был избран Н. А. Булганин (а не Хрущёв, как обычно). Г. М. Маленков, В. М. Молотов, Л. М. Каганович и другие члены Президиума стали предъявлять Хрущёву многочисленные претензии. По итогам обсуждения шестью голосами (В. М. Молотов, Г. М. Маленков, К. Е. Ворошилов, Л. М. Каганович, Н. А. Булганин, М. З. Сабуров), М. Г. Первухин не голосовал, против четырёх (против были сам Хрущёв, А. И. Кириченко, А. И. Микоян и М. А. Суслов, при том что явно голос «против» выразил только Хрущёв) было принято решение рекомендовать Пленуму ЦК КПСС сместить Хрущёва с поста Первого секретаря ЦК КПСС и пересмотреть состав Секретариата ЦК. Присутствовавшие с правом совещательного голоса кандидаты в члены Президиума ЦК — Л. И. Брежнев, Г. К. Жуков, Н. А. Мухитдинов, Е. А. Фурцева, Н. М. Шверник поддержали Хрущёва, Д. Т. Шепилов сначала поддержал, потом выступил против, поддержав группу и высказав личные претензии Хрущёву.
Ещё до окончания заседания глава КГБ И. А. Серов и Г. К. Жуков по согласованию с Хрущёвым организовали срочную доставку в Москву на самолётах военной авиации членов ЦК и кандидата в члены Президиума ЦК Ф. Р. Козлова, известных своей лояльностью к Хрущёву. Этой вновь прибывшей группе удалось вмешаться в ход заседания (которое уже почти завершилось) и снять с обсуждения вопрос о Первом секретаре и о составе Секретариата ЦК. Это заседание Президиума ЦК КПСС растянулось на четыре дня, и за ним тут же последовал Пленум ЦК КПСС.
22 июня на первом же заседании пленума ЦК М. А. Суслов объяснил собравшимся, что раскол в Президиуме был вызван разногласиями в отношении курса XX съезда КПСС на десталинизацию, и таким образом вопрос о личности Хрущёва и допущенных им ошибках был отставлен. Затем Г. К. Жуков огласил документы, из которых следовало, что Молотов, Каганович и Маленков и есть «главные виновники арестов и расстрелов партийных и советских кадров».
Л. М. Каганович в ответ заявил, что «говорить надо о всех членах Политбюро», и напрямую спросил Хрущёва: «А Вы разве не подписывали бумаги о расстреле по Украине?» Последний ушёл от прямого ответа, ибо отрицать это было глупо, а Г. К. Жуков заявил о необходимости провести тщательное расследование и наказать всех виновных в организации массовых репрессий. Однако этот вопрос был пленумом ЦК засекречен, и рядовые члены партии оставались в неведении об этом до перестройки, когда более подробные сведения о данных событиях стали появляться в печати.
По мнению Михаила Смиртюкова, поддержка Жуковым Хрущева оказала решающее значение для неуспеха «антипартийной группы».
Участники группы были старыми соратниками И. Сталина — их влияние стало заметно уменьшаться после доклада Н. С. Хрущёва в конце XX съезда КПСС.
Д. Т. Шепилов не участвовал в сталинских репрессиях и не принадлежал к выступившей против Н. С. Хрущёва группе членов руководства партии, однако Хрущёв, считавший его своим выдвиженцем, захотел показательно наказать его за «измену». В докладе «Об изменениях в Уставе КПСС» на XXII съезде КПСС отмечалось:
Ожесточённое сопротивление пыталась оказать осуществлению ленинского курса, намеченного XX съездом партии, фракционная антипартийная группа, в которую входили Молотов, Каганович, Маленков, Ворошилов, Булганин, Первухин, Сабуров и примкнувший к ним Шепилов.
В результате состоявшегося 22-29 июня 1957 года Пленума ЦК КПСС некоторые участники группы были выведены из состава ЦК КПСС, а в 1962 году исключены из партии.
А. В. Пыжиков отмечает, что в резолюции XXII съезда КПСС об антипартийной группе говорилось почти в четыре раза больше, чем о критикуемом культе личности Сталина; в докладах Н. С. Хрущёва и в выступлениях делегатов больше всего критических нападок было высказано в адрес В. М. Молотова (в его же адрес, как критиковавшегося в связи с культом личности Сталина — в два раза меньше).

## Другие участники группы
Также входившие в антихрущёвскую группу члены Президиума ЦК К. Е. Ворошилов, Н. А. Булганин, М. Г. Первухин и М. З. Сабуров, покаявшись прямо на пленуме, первоначально «отделались» меньшими наказаниями:
- К. Е. Ворошилов — до июля 1960 года оставался Председателем Президиума ВС СССР и членом Президиума ЦК, затем был членом Президиума Верховного Совета СССР, в мае 1960 года стал Героем Социалистического Труда.
- Н. А. Булганин — до марта 1958 года оставался Председателем Совета Министров СССР, в 1958 сначала стал председателем правления Госбанка СССР, затем был лишён маршальского звания и переведён в председатели Ставропольского совнархоза,
- М. Г. Первухин — переведён в кандидаты в члены Президиума ЦК КПСС и с поста министра среднего машиностроения СССР председателем Госкомитета Совета Министров СССР по внешнеэкономическим связям, в 1958—1962 гг — Чрезвычайный и полномочный посол в ГДР, в 1963 — 1965 годах — начальник управления энергетики и электрификации Высшего совета народного хозяйства СССР, с 1965 года до конца своей жизни — член коллегии Госплана СССР и начальник отдела территориального планирования и размещения производства Госплана СССР.
- М. З. Сабуров — понижен до рядового члена ЦК, сначала переведён на должность заместителя председателя Госкомитета Совета Министров СССР по внешнеэкономическим связям, а с 1958 года — директор Сызранского завода тяжёлого машиностроения.

К XXII съезду КПСС участником группы называли и Г. К. Жукова (хотя в декабре 1956 года он был в четвёртый раз удостоен звания Героя Советского Союза).

## Обвинения в адрес участников «антипартийной группы»
В «Постановлении…» в адрес участников «антипартийной группы» были выдвинуты следующие обвинения:
- выступили против линии партии, фракционными методами добивались смены состава руководящих органов партии;
- были против расширения прав союзных республик и усиления роли местных Советов;
- пытались сорвать реорганизацию управления промышленностью и создание совнархозов;
- не признавали необходимости усиления материальной заинтересованности колхозного крестьянства;
- вели борьбу против призыва партии — догнать в ближайшие годы США по производству молока, масла и мяса на душу населения;
- сопротивлялись мероприятиям по ликвидации последствий культа личности;
- Молотов сопротивлялся делу подъёма целины;
- Молотов, будучи министром иностранных дел, выступал против улучшения отношений с Югославией, тормозил заключение государственного договора с Австрией, был против нормализации отношений с Японией; выступал против положений о возможности предотвращения войн в современных условиях, о возможности различных путей перехода к социализму в разных странах, о необходимости усиления контактов КПСС с прогрессивными партиями зарубежных стран; отрицал целесообразность установления личных контактов между руководящими деятелями СССР и государственными деятелями других стран.

## Реакция на местах
На местном уровне отреагировали по-разному: были случаи, когда партийные организации отказывались одобрить Постановление «Об антипартийной группе». Например, Камчатский областной комитет партии информировал ЦК о срыве рабочего собрания на рыбоконсервном заводе № 46 Кихчинского рыбокомбината Усть-Большерецкого района: за предложение поддержать антипартийную группу проголосовал 81 человек, а за одобрение Постановления ЦК только 31 человек (после этого директора завода отстранили от должности, а новый митинг одобрил Постановление ЦК).